# MGMグランド・ガーデン・アリーナ
MGMグランド・ガーデン・アリーナ（MGM Grand Garden Arena）はネバダ州ラスベガスのMGMグランド内の競技場。

## 概要
プロレスや、ボクシング、UFCのビッグマッチを開催するなど、格闘技界の殿堂とも呼ばれていたが、2016年4月6日により収容人数が多いT-モバイル・アリーナが完成したことで、現在ラスベガスのビッグマッチの開催はT-モバイル・アリーナへ移行している。
2015年5月2日に『今世紀最大の一戦』と銘打たれて行われたフロイド・メイウェザー・ジュニア 対 マニー・パッキャオ戦では、ボクシング界最高のファイトマネーが動いたと言われ、さらに史上最高のPPV中継視聴世帯数を超える試合の舞台となった。
また、コンサートとしての使用も多く、バーブラ・ストライサンド、ブリトニー・スピアーズ、スパイス・ガールズなどのアーティストが公演を行っている。2022年には第64回グラミー賞が当地で開催。またACM賞授賞式も当地で開催されていた。